# Otto di Guardia e Balia

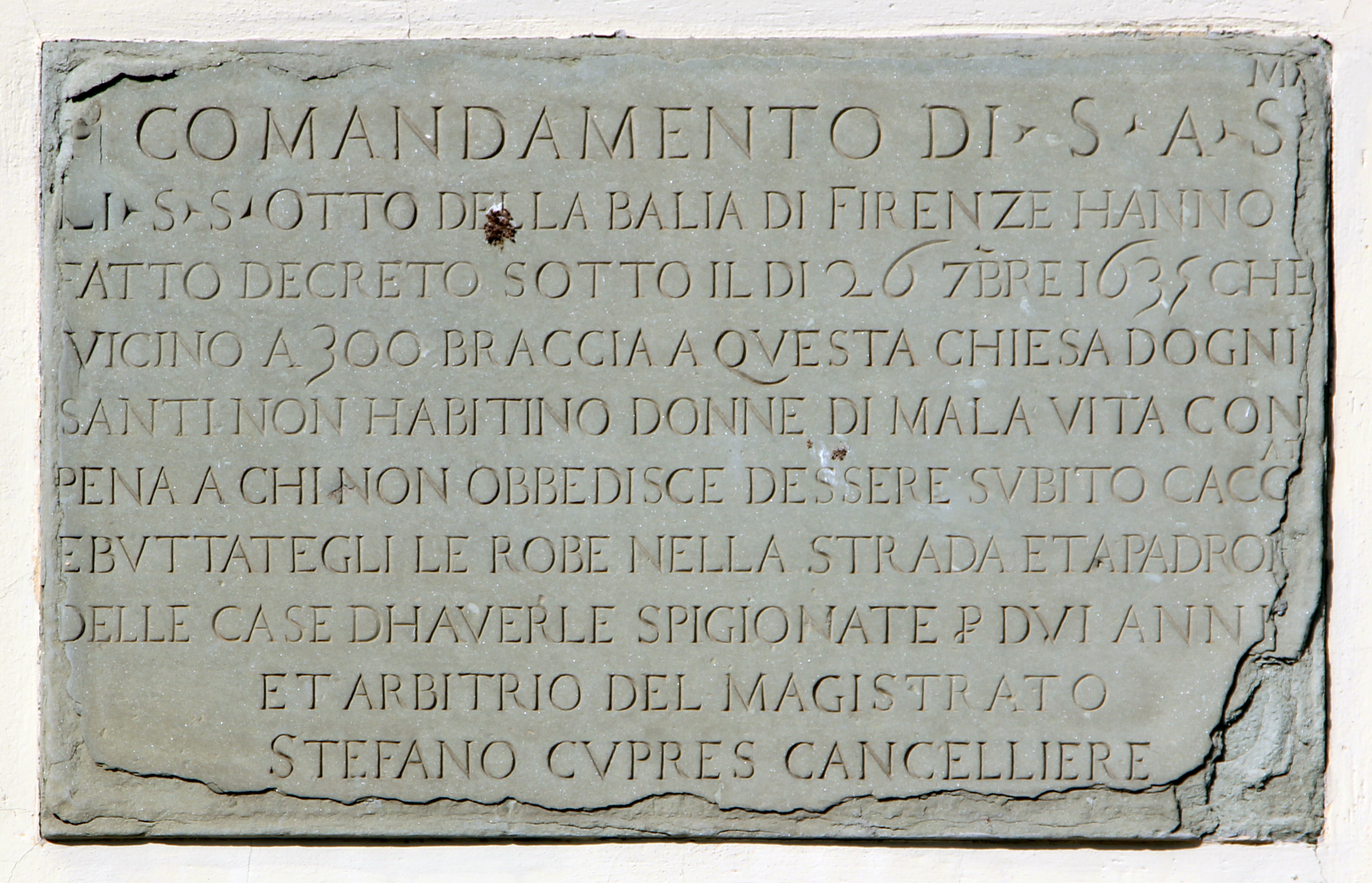
Targa contro il meretricio dei Signori Otto, chiesa di Ognissanti (Firenze)

Stemma degli Otto di Guardia e Balia

Gli Otto di Guardia e Balìa, o anche i Signori Otto, erano un'antica magistratura fiorentina che attendeva agli affari criminali e di polizia della Repubblica di Firenze prima e del granducato poi.
(Marco Foscari, Relazione di Firenze al Senato Veneto del chiarissimo Marco Foscari tornato ambasciatore da quella repubblica, 1527)

## Storia

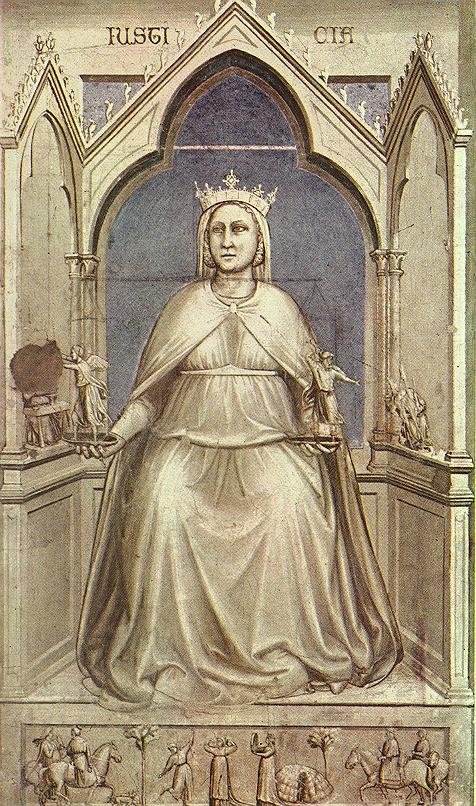
La Giustizia, Giotto, Cappella degli Scrovegni

Già nel 1353 era stata data "balìa" a otto cittadini perché trovassero il modo di reprimere e punire gli episodi criminali, soprattutto quelli violenti, che avvenivano in città. Gli otto saggi stabilirono che si dovessero nominare quattro ufficiali di polizia ma forestieri, cioè che fossero originari di luoghi posti ad almeno quaranta miglia dalla città di Firenze, e affidare a ciascuno di loro un notaio e cinquanta famigli, sbirri, che in uniforme avrebbero dovuto pattugliare la città e piantonare le chiese per evitare che i rei vi si rifugiassero e chiedessero diritto d'asilo.
L'istituzione della magistratura degli "Otto di Balia" vera e propria avvenne nel 1376 quando Firenze era impegnata nella Guerra degli Otto Santi e l'ordine pubblico divenne una priorità assoluta. Gli Otto, con mandato giudiziario o "balìa", si riunivano in Santa Maria Novella insieme ad altri sedici consiglieri per discutere ed adottare ordinanze in tema di sicurezza ma non poterono nulla per evitare lo scoppio del tumulto dei Ciompi che travolse anche loro perché «troppo licenziosamente governandosi e volendo impor leggi alla Signoria, essendo Gonfaloniere Michele di Lando, non potendo patire tanta audacia, avendo comandato che uscissero di palagio, e non essendo ubbidito, due di essi fieramente con la spada percosse, e giù per la scala perseguitò e fece metter prigioni; e da Francesco di Chele rigattiere, che nel gonfalonierato successe fu tolta loro ogni autorità».
Al loro posto, il 2 settembre 1378, furono ricostituiti non gli Otto di Balia ma gli "Otto di Guardia", con semplice mandato di polizia giudiziaria, che dovevano sorvegliare la città e il contado e prevenire che avvenissero nuove ruberie e nuovi disordini. Solo il 18 settembre del 1380, con Carlo di Durazzo che, in marcia su Napoli, si era fermato ad Arezzo, temendo che potesse allearsi con gli esuli ghibellini e attaccare Firenze, furono creati gli "Otto di Guardia e di Balia", riunendo in una istituzione sola tutta la gestione dell'ordine pubblico della Repubblica per renderne maggiore la rapidità d'intervento e poter gestire meglio l'emergenza. Rimasero tali anche dopo lo scampato pericolo. Da allora i magistrati degli Otto, tutti elettivi, restavano in carica quattro mesi e dovevano essere riconfermati al principio del terzo mese dalla nuova Signoria entrante.
Poi, nel corso del tempo, da semplici questori e prefetti, con l'abolizione dei tribunali delle Arti e di varie corti criminali minori, gli Otto furono incaricati non solo di reprimere ma anche di giudicare rei e reati divenendo dunque la più importante magistratura giudiziaria di Firenze.

Per questo, nonostante il declino delle istituzioni comunali e la rapida ascesa delle signorie, gli Otto di Balia e di Guardia furono una delle istituzioni della Repubblica che maggiormente si opposero al crescente assolutismo dei Medici, come conferma, anche se molto tra le righe per ovvie ragioni, Francesco Guicciardini. 
(Francesco Guicciardini, Storia Fiorentina dai tempi di Cosimo de' Medici a quelli del Gonfaloniere Soderini, in Opere Inedite a cura di Giuseppe Canestrini, Firenze, Barbera, 1859)

### Decadenza
Alessandro de'Medici, memore di quello che era successo sotto Lorenzo, nel 1532 ridusse la loro giurisdizione alla sola Firenze e rispettivo territorio, nonostante rimanessero di loro esclusiva competenza tutti i reati contro lo Stato e contro la famiglia Medici più gli affari ebraici. Mantenne altresì quella che ormai era diventata una farsa ovvero l'elettività dei magistrati ma volle che i loro nomi venissero estratti a sorte, dall'apposito ufficio della Segreteria delle Tratte [a sorte], tra i cittadini eleggibili cioè coloro che facevano parte del Senato dei Quarantotto e del Consiglio dei Duecento, tanto ormai questi fossili delle istituzioni repubblicane erano tutti saldamente controllati dai suoi partigiani. Naturalmente ogni nominativo richiedeva la sua approvazione. E ancora, per tenerli maggiormente sotto controllo, li trasferì al Bargello visto che ormai, sotto la sua signoria, del podestà non ce n'era più bisogno.
Ciononostante gli Otto davano ancora qualche segno di resistenza e allora il granduca nel 1558 li licenziò tutti e impose alcuni criteri per la nomina dei magistrati. Perché prima per entrare negli Otto, a parte l'età minima di 30 anni, non veniva richiesto nient'altro, neppure una rudimentale conoscenza giuridica o una elementare esperienza legale. Cosimo invece stabilì che i nuovi magistrati, pur potendo essere anche totalmente digiuni di giurisprudenza, dovevano però quantomeno essere uomini della massima fedeltà alla corona e dotati di una buona dose di servilismo e assenza di scrupoli. E infatti emblematico, in questo senso, è il caso delle prime infornate dei nuovi Otto, primo tra tutti quello di Lorenzo Corboli.
Per questo, anche se più di due secoli dopo, nel 1777 Pietro Leopoldo li sciolse sostituendoli con un più giudiziariamente competente Supremo Tribunale di Giustizia, mentre i compiti di polizia vennero affidati ai Capitani di Parte Guelfa.

## Lapidi

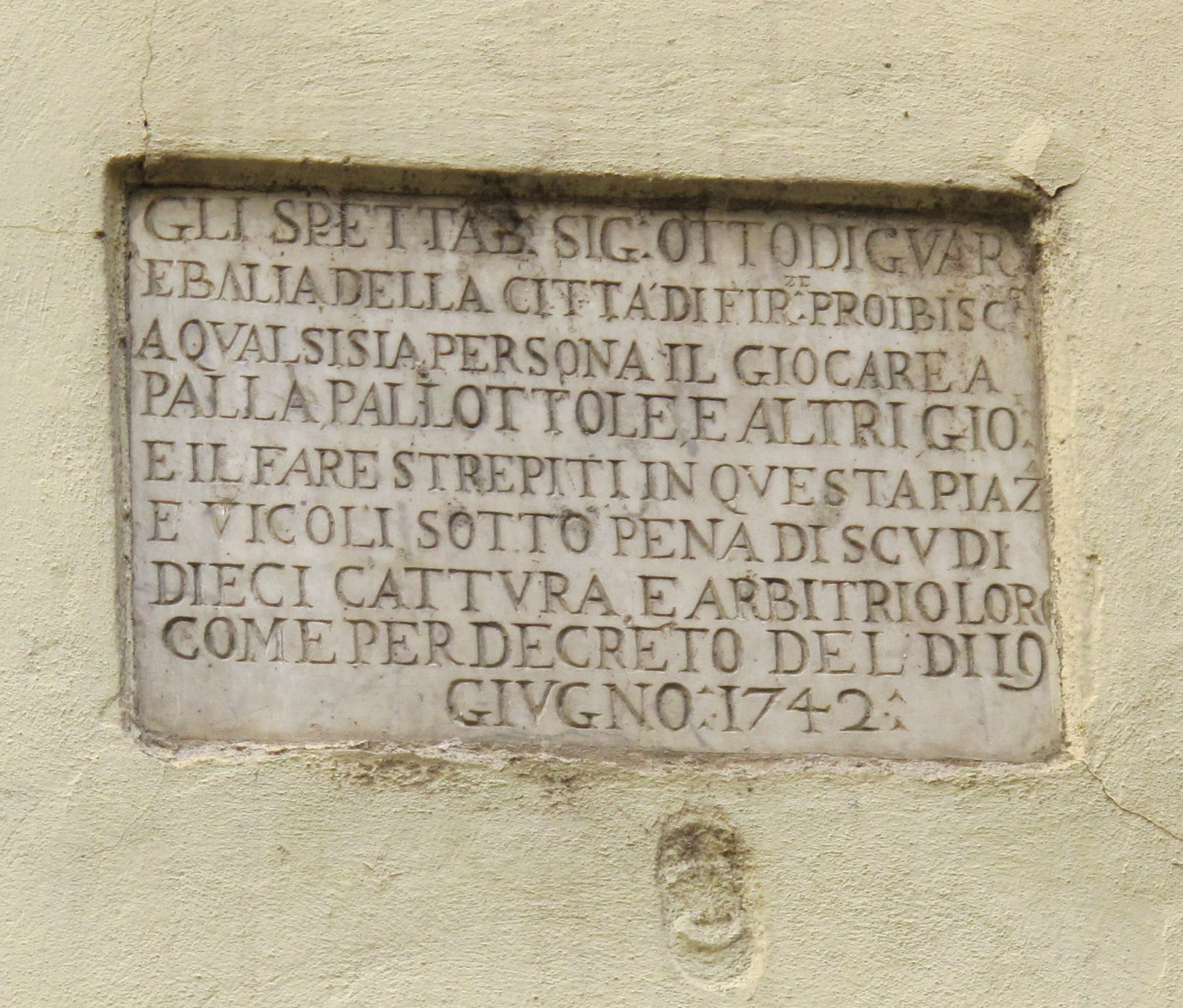
"Gli Spettabili Signori Otto proibiscono..." (piazza del Giglio)

A Firenze, ma anche in altre città toscane, è facile trovare ancora lapidi con le varie delibere all'ordine pubblico dei Signori Otto, risalenti soprattutto al Sei e al Settecento. Vi si leggono numerosi divieti, soprattutto nei pressi di chiese e monasteri, dove vietavano rumori e giochi dei fanciulli per preservarne la quiete e il decoro.
Colpisce in queste lapidi innanzitutto la diffusione, che testimonia il notevole grado di alfabetizzazione della popolazione, e la severità delle pene "rigorose", che dovevano avere un carattere anche intimidatorio. Le pene erano quasi sempre subordinate a un impreciso "arbitrio dei magistrati", oppure erano specificate. Per infrazioni che oggi sembrerebbero minime, come gli schiamazzi o i giochi dei bambini, si rischiava, per chi non poteva pagare gli scudi della multa, la cattura o anche la tortura dei tratti di fune, che consisteva nel legare al malcapitato le mani dietro la schiena e poi di appenderlo per i polsi a una carruccola che lo issava per un certo numero di "tratti" provocando danni anche permanenti alle articolazioni delle braccia.
Tra le targhe fiorentine più curiose ci sono:
- quelle che vietano i giochi d'azzardo o i giochi "strepitosi" (rumorosi), come le "pallottole" (antesignano delle bocce), la "pilotta", la "ruzzola" o le "piastrelle" (in piazza del Giglio, in via dai Mori, nel vicolo dei Cavallari e presso la Badia fiorentina),
- quelle che vietano di suonare o cantare canzoni (chiasso delle Misure, chiasso del Bene, via dei Giacomini, via del Fiordaliso, ecc.)
- di usare per il bucato o per la pulizia dei calamai la fontana del Nettuno,
- di vendere "cocomeri" davanti a palazzo Strozzi (indicando quasi spazientitamente come fosse destinata a tale attività piazza Santa Maria Novella),
- di "vendere e tenere bestie" (via San Gallo),
- di orinare (San Lorenzo, via Sant'Orsola)
- quelle che vietavano il meretricio (via del Fico, via Guelfa): accanto alla chiesa di Ognissanti una targa del 1635 minaccia le donne "di malavita" che risiedano nella zona di vedere le proprie "robe buttate nella strada" e di ricevere uno sfratto di due anni).

### Elenco
Lista delle 87 lapidi dei Signori Otto e di altri magistrani nel centro storico di Firenze. Comprende le sole lapidi visibili all'esterno, non quelle interne in edifici, in musei e in depositi; non comprende neanche le lapidi fuori le mura e quelle in altre città sotto il dominio fiorentino.
- Via degli Agli (di fronte al n. 9r.)
- Via degli Alfani n. 56 г.
- Via degli Alfani n. 58
- Via degli Alfani n. 71 r.
- Via Dante Alighieri (di fronte a via Santa Margherita)
- Via d'Ardiglione (chiesa di Santa Monaca)
- Via dei Bardi (chiesa di Santa Lucia de' Magnoli)
- Via Cesare Battisti (angolo piazza della Santissima Annunziata)
- Via Cesare Battisti n. 1
- Piazzetta Piero Calamandrei (angolo borgo degli Albizi)
- Piazza della Calza n. 6
- Via del Campuccio nn. 2-4 r.
- Via del Campuccio (chiesa di Santa Elisabetta delle Convertite)
- Via Gino Capponi (chiesa della Santissima Annunziata)
- Via Gino Capponi (chiesa della Santissima Annunziata)
- Via Gino Capponi (palazzo della Crocetta)
- Via delle Casine (angolo via dei Malcontenti)
- Vicolo dei Cavallari (di fronte al n. 6 r.)
- Via della Chiesa n. 83
- Volta dei Ciechi (lato di ponente)
- Via della Colonna n. 34
- Via della Colonna (sotto la volta degli Innocenti)
- Via della Colonna (sotto la volta degli Innocenti)
- Chiasso Cornino (angolo via delle Terme)
- Borgo la Croce (chiesa di Sant'Ambrogio)
- Borgo la Croce (di fronte al n. 57)
- Chiasso dei Del Bene (angolo borgo Santi Apostoli)
- Via Faenza n. 46
- Via del Fico n. 27 г.
- Via Filippina (ex convento di San Firenze)
- Via Ghibellina n. 2
- Via Ghibellina n. 127
- Via Ghibellina (palazzo del Bargello)
- Piazza Lorenzo Ghiberti (slargo di nord-ovest)
- Via dei Giacomini (angolo via dei Tornabuoni)
- Piazza del Giglio n. 6 r.
- Via dei Girolami (volta di mezzo)
- Via dei Gori (chiesa di San Giovannino degli Scolopi)
- Via dei Gori (angolo piazza di San Lorenzo)
- Borgo dei Greci (di fronte al n. 45r.)
- Via Guelfa (chiesa di San Barnaba)
- Via Laura (di fronte al n. 26)
- Via dei Macci n. 1
- Via Maffia (di fronte al n. 30 r.)
- Via dei Magalotti n. 1
- Via dei Magazzini n. 8
- Via dei Magazzini n. 12
- Via della Mattonaia (angolo borgo la Croce)
- Via della Mattonaia (angolo borgo la Croce)
- Via Mazzetta (chiesa di San Felice in Piazza)
- Chiasso delle Misure (a metà del vicolo)
- Via da' Mori (angolo via Romana)
- Via Nazionale n. 132 r.
- Via dei Neri (loggia del Grano)
- Via dei Neri (loggia del Grano)
- Borgo Ognissanti nn. 34-36 r.
- Via Panicale (edificio a sinistra della chiesa di San Barnaba)
- Via Panicale n. 7
- Via Panicale n. 31 r.
- Borgo Pinti (angolo via dei Pilastri)
- Borgo Pinti n. 66
- Borgo Pinti (angolo via della Colonna)
- Via Folco Portinari (di fronte al n. 11)
- Via Folco Portinari (di fronte al n. 11)
- Via del Presto di San Martino (chiesa di Santo Spirito)
- Via Romana n. 18 r.
- Via San Gallo (di fronte al n. 1)
- Via San Gallo nn. 40-36 r.
- Piazza di San Lorenzo (chiesa di San Lorenzo )
- Piazza di San Lorenzo (chiesa di San Lorenzo )
- Piazza di San Lorenzo (chiesa di San Lorenzo )
- Piazza San Pier Maggiore (angolo via Matteo Palmieri)
- Via Sant'Orsola n. 2 r.
- Via Sant'Orsola n. 6
- Piazza di Santa Felicita (Corridoio Vasariano)
- Vicolo di Santa Maria Maggiore (angolo via dei Vecchietti)
- Piazza della Santissima Annunziata (loggiato dei Serviti)
- Piazza Santo Spirito n. 20
- Piazza Santo Stefano (chiesa di Santo Stefano al Ponte)
- Piazza Santo Stefano (chiesa di Santo Stefano al Ponte)
- Via Sguazza (angolo via Maggio)
- Piazza della Signoria (palazzo Vecchio)
- Piazza degli Strozzi (palazzo Strozzi)
- Piazza degli Strozzi (angolo via Monalda)
- Piazza Torquato Tasso (chiesa di San Salvatore a Camaldoli)
- Borgo Tegolaio (di fronte al n. 62 г.)
- Via delle Terme (angolo piazza di Santa Trinita)

## Citazioni
Nel romanzo "La coscienza di Zeno" di Italo Svevo, il protagonista usa a mo' di proverbio l'espressione "gli Otto proibiscono di lordare" per criticare il rivale in amore Guido Speier, reo di aver interpretato troppo liberamente un componimento di Bach con il suo violino.